# F705i
FOMA F705i（フォーマ・エフ なな まる ご アイ）は、富士通によって開発された、NTTドコモの第三世代携帯電話 (FOMA) 端末である。

## 概要
F703iやF704iに引き続きIPX5/IPX7相当の防水に対応。防水性を高める為に、充電端子とイヤホン用端子を統合して開口部を減らしている。先代より薄型化するために、ステンレス素材を樹脂でコーティングしたハイブリッド構造をF70xiシリーズで初めて採用。その他、ディスプレイやスピーカー、マイク等は開発時点で使える薄い部品を使い、それらの工夫で前代より4.1mm薄くなり13.7mmとなり、防水ケータイ世界最薄を更新した（2007年12月17日時点）。
前機種からの進化点として、メインディスプレイに2.7インチのフルワイドQVGAを採用。何もないケータイの表面から、くっきりと浮かび上がるフローティングサインも、LEDの数が前機種の28セグメントより増加し37セグメントとなった。その他、うた・ホーダイや2in1にも対応した。
前機種同様、音楽機能も充実しており、Windows Media Audio (WMA) 形式の音楽ファイル再生に対応し、デジタル著作権管理 (Digital Rights Management) に対応している事によりNapster等の有料音楽配信サイトの利用も出来る。
外部メモリーはmicroSD（2GBまで・ドコモ発表）対応。カメラ機能は前機種から引き続き、有効約130万画素のCMOSカメラに静止画手ぶれ補正を搭載している。サブカメラは非搭載で、テレビ電話で自分の顔を送信することはできない。
その他の変更点として、同日に発表されたF905iと共に、同社FOMAらくらくホンIIIなどにも搭載されているスーパーはっきりボイス、はっきりマイク機能が搭載された。
iアプリは、「ケータイ脳力ストレッチング2」、「ZOOKEEPER DX F」、「パターンクリエーター」、「地図アプリ」、「Gガイド番組表リモコン」、「iアプリバンキング」、「楽オク出品アプリ2」、「DCMXクレジットアプリ」、「iD設定アプリ」などがプリインストールされている。
| 主な対応サービス           | 主な対応サービス                    | 主な対応サービス           | 主な対応サービス                       |
| -------------------------- | ----------------------------------- | -------------------------- | -------------------------------------- |
| DCMX／おサイフケータイ     | うた・ホーダイ                      | 着うたフル／着うた         | デジタルオーディオプレーヤー(WMA)(AAC) |
| 直感ゲーム／メガiアプリ    | Music&Videoチャネル／ビデオクリップ | 3Gローミング（WORLD WING） | プッシュトーク                         |
| FOMAハイスピード           | GPS／ケータイお探し                 | デコメール／デコメ絵文字   | iチャネル                              |
| 着もじ                     | テレビ電話／キャラ電                | 電話帳お預かりサービス     | フルブラウザ                           |
| おまかせロック／バイオ認証 | 外部メモリーへiモードコンテンツ移行 | トルカ                     | iC通信／iCお引越しサービス             |
| きせかえツール／マチキャラ | バーコードリーダ／名刺リーダ        | 2in1※                      | エリアメール                           |

※BモードのメールはWebメールとなる。

## メーカーによる宣伝
テレビコマーシャル及びカタログは、前モデルのF704iに続き、木村拓哉が出演。街中で水をかけられ、防水機能について強調している。
販売当初は木村拓哉の出演しないCMも流され、タイルの上に置かれた端末に水がかかり、このCMも防水機能について強調している。

## 不具合
- 2009年1月20日現在、NTTドコモ及び富士通より不具合は発表されていない。

## 歴史
- 2007年11月1日 - D905i・D705i・D705iμ・F905i・F705i・N905i・N905iμ・N705i・N705iμ・P905i・P905iTV・P705i・P705iμ・PROSOLID μ・SH905i・SH905iTV・SH705i・SO905i・SO905iCS・SO705i・L705i・L705iX・NM705iの開発が発表。
- 2007年11月5日 - 電気通信端末機器審査協会 (JATE) 通過。
- 2007年11月7日 - 技術基準適合証明 (TELEC) 通過。
- 2008年1月10日 - 報道関係者向けの内覧会で実機を公開。
- 2008年1月22日 - 発売開始。